# Hans Nicolussi
Hans Nicolussi Caviglia (* 18. Juni 2000 in Aosta) ist ein italienischer Fußballspieler, der bei Juventus Turin unter Vertrag steht und in der Saison 2024/25 an den FC Venedig verliehen ist.

## Karriere

### Im Verein
Sein Debüt in der Serie C für die zweite Mannschaft (U23) von Juventus Turin gab Nicolussi unter Mauro Zironelli am 27. September 2018 im Spiel gegen die AC Cuneo 1905, als er in der 88. Minute für Idrissa Touré eingewechselt wurde. Am 8. März 2019 gab er unter Massimiliano Allegri sein Debüt für die erste Mannschaft beim 4:1-Heimsieg gegen Udinese Calcio. Insgesamt kam Nicolussi in der Saison 2018/19 auf drei Einsätze in der Serie A und acht Einsätze in der Serie C sowie in der U19 auf 20 Ligaeinsätze (vier Tore) und sechs Einsätze (drei Tore) in der UEFA Youth League.
Anfang September 2019 wechselte Nicolussi bis zum Ende der Saison 2019/20 auf Leihbasis zum Zweitligisten AC Perugia Calcio. Im Oktober 2020 wechselte er ebenfalls auf Leihbasis zu Parma Calcio. Im Juni 2022 wechselte er wieder auf Leihbasis zum FC Südtirol.
Am 5. Januar 2023 wechselte Nicolussi Caviglia leihweise zur US Salernitana in der Serie A.

### In der Nationalmannschaft
Im Dezember 2016 wurde Nicolussi von Trainer Emiliano Bigica erstmals in die Vertretung seines Landes für die italienische U17-Nationalmannschaft ernannt. Er wurde 2017 in die Auswahl für die UEFA-U17-Europameisterschaft nominiert und erzielte in einen Gruppenspiel gegen Spanien ein Tor. Italien schied später in der Gruppenphase aus. Später wurde er für Freundschaftsspiele der U18- und U19-Auswahlmannschaften berufen. Auch für die U21 kam er zum Einsatz.

## Erfolge
- Italienischer Meister: 2018/19
- Italienischer Pokalsieger: 2023/24